# Nuova San Giorgio Pallavolo Sassuolo 2003-2004
Questa voce raccoglie le informazioni riguardanti la Nuova San Giorgio Pallavolo Sassuolo nelle competizioni ufficiali della stagione 2003-2004.

## Stagione
La stagione 2003-04 è per la Nuova San Giorgio Pallavolo Sassuolo, sponsorizzata dalla Kab Holding, la prima in Serie A1: la società, infatti, nasce nell'estate del 2003 ed acquista il diritto di partecipazione alla massima divisione del campionato italiano dal rinunciatario Volley 2000 Spezzano. In panchina, come allenatore, è ingaggiato Mauro Masacci, sostituito poi a stagione in corso da Andrea Cuello, mentre la rosa è costituita da alcune giocatrici di esperienza internazionale come Frauke Dirickx, Dragana Marinković, Cosiri Rodríguez, Erin Aldrich e Nicole Branagh ed altre più esperte come Francesca Vannini e Valentina Borrelli.
Il campionato si apre con otto sconfitte consecutive: il primo punto viene conquistato alla terza giornata nella sconfitta al tie-break contro il Volley 2002 Forlì, mentre la prima vittoria arriva alla nona giornata, per 3-1, ai danni della Pallavolo Reggio Emilia; la squadra di Sassuolo chiude il girone di andata con altri due stop di fila, classificandosi all'ultimo posto. Il girone di ritorno inizia con tre insuccessi, seguiti poi da due vittorie casalinghe, entrambe per 3-1, contro il Vicenza Volley ed il Robursport Volley Pesaro: il club conclude poi la regular season perdendo le restanti gare, vincendo solo l'ultima, in casa della Pallavolo Sirio Perugia, retrocedendo in Serie A2 a seguito dell'undicesimo e penultimo posto in classifica.
La Nuova San Giorgio Pallavolo Sassuolo partecipa di diritto alla Coppa Italia come tutte le società partecipanti alla Serie A1 2003-04; la squadra emiliana comincia la sua avventura dagli ottavi di finale dove incontra l'Olimpia Teodora: dopo aver vinto la gara di andata, in trasferta, per 3-2, perde quella di ritorno per 3-0, venendo così eliminata dalla competizione per un peggior quoziente set.

## Organigramma societario
Area direttiva
- Presidente: Walter Magnani

Area tecnica
- Allenatore: Mauro Masacci (fino al 4 febbraio 2004), Andrea Cuello (dal 5 febbraio 2004)
- Allenatore in seconda: Giovanni Preti
- Scout man: Carmelo Borruto

Area sanitaria
- Medico: Marco Scacchetti
- Fisioterapista: Davide Palmieri, Antonella Vassallo

## Rosa
| N° | Nome                 | Ruolo | Data di nascita  | Nazionalità sportiva |
| -- | -------------------- | ----- | ---------------- | -------------------- |
| 1  | Cristiana Giovanardi | S     | -                | Italia               |
| 2  | Frauke Dirickx       | P     | 3 gennaio 1980   | Belgio               |
| 3  | Yudelkys Bautista    | C     | 5 dicembre 1977  | Rep. Dominicana      |
| 4  | Nicole Branagh       | S     | 31 gennaio 1979  | Stati Uniti          |
| 4  | Vanja Sokolova       | S     | 22 giugno 1971   | Bulgaria             |
| 5  | Dragana Marinković   | C     | 19 ottobre 1982  | Croazia              |
| 7  | Alessia Pappalardo   | S     | 1989             | Italia               |
| 8  | Tina Lipicer         | S     | 9 ottobre 1979   | Slovenia             |
| 9  | Cristina Vecchi      | L     | 29 marzo 1983    | Italia               |
| 10 | Valentina Borrelli   | S     | 30 ottobre 1978  | Italia               |
| 11 | Erin Aldrich         | C     | 27 dicembre 1977 | Stati Uniti          |
| 12 | Francesca Vannini    | P     | 29 maggio 1973   | Italia               |
| 13 | Dania Innocenti      | L     | 10 maggio 1972   | Italia               |
| 13 | Francesca Ruscigno   | L     | -                | Italia               |
| 15 | Cosiri Rodríguez     | S/O   | 30 ottobre 1977  | Rep. Dominicana      |
| 16 | Linda Caselli        | S     | -                | Italia               |

## Mercato
| Acquisti | Acquisti             | Acquisti      | Acquisti   |
| R.       | Nome                 | da            | Modalità   |
| -------- | -------------------- | ------------- | ---------- |
| C        | Erin Aldrich         | Stati Uniti   | definitivo |
| C        | Yudelkys Bautista    | Tenerife      | definitivo |
| S        | Valentina Borrelli   | Spezzano      | definitivo |
| S        | Nicole Branagh       | ?             | definitivo |
| S        | Linda Caselli        | ?             | definitivo |
| P        | Frauke Dirickx       | Reggio Emilia | definitivo |
| S        | Cristiana Giovanardi | ?             | definitivo |
| L        | Dania Innocenti      | ?             | definitivo |
| S        | Tina Lipicer         | Corridonia    | definitivo |
| C        | Dragana Marinković   | Bergamo       | definitivo |
| S        | Alessia Pappalardo   | ?             | definitivo |
| S/O      | Cosiri Rodríguez     | Las Palmas    | definitivo |
| L        | Francesca Ruscigno   | ?             | definitivo |
| S        | Vanja Sokolova       | Imola         | definitivo |
| P        | Francesca Vannini    | Spezzano      | definitivo |
| L        | Cristina Vecchi      | Corlo         | definitivo |

| Cessioni | Cessioni        | Cessioni | Cessioni   |
| R.       | Nome            | a        | Modalità   |
| -------- | --------------- | -------- | ---------- |
| L        | Diana Innocenti | ?        | definitivo |
| S        | Tina Lipicer    | Imola    | definitivo |

## Risultati

### Serie A1

#### Girone di andata
| 1ª giornata - 5 ottobre 2003 PalaPaganelli, Sassuolo               | San Giorgio Sassuolo | 0 - 3 | Bergamo              | 22-25, 21-25, 16-25               |
| 2ª giornata - 8 ottobre 2003 PalaPanini, Modena                    | Modena               | 3 - 1 | San Giorgio Sassuolo | 25-22, 23-25, 25-19, 25-23        |
| 3ª giornata - 12 ottobre 2003 PalaPaganelli, Sassuolo              | San Giorgio Sassuolo | 2 - 3 | Forlì                | 21-25, 26-24, 25-21, 19-25, 11-15 |
| 4ª giornata - 19 ottobre 2003 Palasport Città di Vicenza, Vicenza  | Vicenza              | 3 - 0 | San Giorgio Sassuolo | 25-15, 25-23, 25-21               |
| 5ª giornata - 23 novembre 2003 PalaDionigi, Sant'Angelo in Lizzola | Robursport Pesaro    | 3 - 0 | San Giorgio Sassuolo | 25-20, 25-21, 25-15               |
| 6ª giornata - 26 novembre 2003 PalaPaganelli, Sassuolo             | San Giorgio Sassuolo | 2 - 3 | Olimpia Ravenna      | 22-25, 25-20, 25-23, 22-25, 10-15 |
| 7ª giornata - 30 novembre 2003 PalaTriccoli, Jesi                  | Giannino Pieralisi   | 3 - 0 | San Giorgio Sassuolo | 25-12, 25-15, 25-13               |
| 8ª giornata - 7 dicembre 2003 PalaPaganelli, Sassuolo              | San Giorgio Sassuolo | 0 - 3 | Asystel              | 15-25 19-25 24-26                 |
| 9ª giornata - 14 dicembre 2003 PalaPaganelli, Sassuolo             | San Giorgio Sassuolo | 3 - 1 | Reggio Emilia        | 18-25, 25-22, 30-28, 25-14        |
| 10ª giornata - 21 dicembre 2003 PalaMaddalene, Chieri              | Chieri               | 3 - 0 | San Giorgio Sassuolo | 25-15, 25-22, 25-11               |
| 11ª giornata - 18 gennaio 2004 PalaPaganelli, Sassuolo             | San Giorgio Sassuolo | 0 - 3 | Sirio Perugia        | 10-25, 19-25, 19-25               |

#### Girone di ritorno
| 12ª giornata - 25 gennaio 2004 PalaNorda, Bergamo         | Bergamo              | 3 - 0 | San Giorgio Sassuolo | 25-20, 25-16, 25-10               |
| 13ª giornata - 31 gennaio 2004 PalaPaganelli, Sassuolo    | San Giorgio Sassuolo | 0 - 3 | Modena               | 22-25, 19-25, 17-25               |
| 14ª giornata - 8 febbraio 2004 PalaGalassi, Forlì         | Forlì                | 3 - 2 | San Giorgio Sassuolo | 17-25, 25-21, 16-25, 25-21, 15-13 |
| 15ª giornata - 11 febbraio 2004 PalaPaganelli, Sassuolo   | San Giorgio Sassuolo | 3 - 1 | Vicenza              | 25-23, 25-23, 24-26, 25-13        |
| 16ª giornata - 15 febbraio 2004 PalaPaganelli, Sassuolo   | San Giorgio Sassuolo | 3 - 1 | Robursport Pesaro    | 25-23, 25-23, 20-25, 25-20        |
| 17ª giornata - 29 febbraio 2004 PalaDeAndrè, Ravenna      | Olimpia Ravenna      | 3 - 0 | San Giorgio Sassuolo | 25-20, 29-27, 25-13               |
| 18ª giornata - 3 marzo 2004 PalaPaganelli, Sassuolo       | San Giorgio Sassuolo | 1 - 3 | Giannino Pieralisi   | 21-25, 25-21, 20-25, 18-25        |
| 19ª giornata - 10 marzo 2004 PalaDalLago, Novara          | Asystel              | 3 - 0 | San Giorgio Sassuolo | 25-19, 25-15, 25-18               |
| 20ª giornata - 14 marzo 2004 PalaBigi, Reggio nell'Emilia | Reggio Emilia        | 3 - 0 | San Giorgio Sassuolo | 25-20, 25-22, 25-22               |
| 21ª giornata - 21 marzo 2004 PalaPaganelli, Sassuolo      | San Giorgio Sassuolo | 1 - 3 | Chieri               | 21-25, 25-18, 23-25, 19-25        |
| 22ª giornata - 24 marzo 2004 PalaEvangelisti, Perugia     | Sirio Perugia        | 1 - 3 | San Giorgio Sassuolo | 26-24, 21-25, 20-25, 23-25        |

### Coppa Italia

#### Fase a eliminazione diretta
| Ottavi di finale (andata) - 2 novembre 2003 PalaDeAndrè, Ravenna      | Olimpia Ravenna      | 2 - 3 | San Giorgio Sassuolo | 16-25, 25-22, 15-25, 25-19, 8-15 |
| Ottavi di finale (ritorno) - 16 novembre 2003 PalaPaganelli, Sassuolo | San Giorgio Sassuolo | 0 - 3 | Olimpia Ravenna      | 18-25, 16-25, 17-25              |

## Statistiche

### Statistiche di squadra
| Competizione | Punti | In casa | In casa | In casa | In trasferta | In trasferta | In trasferta | Totale | Totale | Totale |
| Competizione | Punti | G       | V       | P       | G            | V            | P            | G      | V      | P      |
| ------------ | ----- | ------- | ------- | ------- | ------------ | ------------ | ------------ | ------ | ------ | ------ |
| Serie A1     | 15    | 11      | 3       | 8       | 11           | 1            | 10           | 22     | 4      | 18     |
| Coppa Italia | -     | 1       | 0       | 1       | 1            | 1            | 0            | 2      | 1      | 1      |
| Totale       | -     | 12      | 3       | 9       | 12           | 2            | 10           | 24     | 5      | 19     |

G = partite giocate; V = partite vinte; P = partite perse

### Statistiche dei giocatori
| E. Aldrich    | 20 | 180 | 138 | 37 | 5  | Statistiche assenti | Statistiche assenti |
| Y. Bautista   | 18 | 206 | 156 | 38 | 12 | Statistiche assenti | Statistiche assenti |
| V. Borrelli   | 21 | 218 | 189 | 25 | 4  | Statistiche assenti | Statistiche assenti |
| N. Branagh    | 20 | 148 | 117 | 14 | 17 | Statistiche assenti | Statistiche assenti |
| L. Caselli    | 0  | 0   | 0   | 0  | 0  | Statistiche assenti | Statistiche assenti |
| F. Dirickx    | 20 | 30  | 19  | 5  | 6  | Statistiche assenti | Statistiche assenti |
| C. Giovanardi | ?  | ?   | ?   | ?  | ?  | Statistiche assenti | Statistiche assenti |
| D. Innocenti  | 0  | 0   | 0   | 0  | 0  | Statistiche assenti | Statistiche assenti |
| T. Lipicer    | 11 | 51  | 41  | 5  | 5  | Statistiche assenti | Statistiche assenti |
| D. Marinković | 18 | 48  | 19  | 25 | 4  | Statistiche assenti | Statistiche assenti |
| A. Pappalardo | 0  | 0   | 0   | 0  | 0  | Statistiche assenti | Statistiche assenti |
| C. Rodríguez  | 18 | 118 | 98  | 14 | 6  | Statistiche assenti | Statistiche assenti |
| F. Ruscigno   | 0  | 0   | 0   | 0  | 0  | Statistiche assenti | Statistiche assenti |
| V. Sokolova   | 10 | 158 | 136 | 13 | 9  | Statistiche assenti | Statistiche assenti |
| F. Vannini    | 22 | 42  | 22  | 8  | 12 | Statistiche assenti | Statistiche assenti |
| C. Vecchi     | 19 | 1   | 1   | -  | -  | Statistiche assenti | Statistiche assenti |

P = presenze; PT = punti totali; AV = attacchi vincenti; MV = muri vincenti; BV = battute vincenti